# Трудова поведінка
Трудова поведінка — це комплекс певних послідовних учинків і дій людини, які спрямовані на перетворення предметів праці з метою досягнення відповідного результату і поєднують працівника із трудовим процесом .
Трудова поведінка складається з елементів вербальної (мовної) і реальної (трудові рухи, пози тощо) поведінки. Використання соціологічних методів у дослідженні трудової поведінки дає можливість спостерігати та реєструвати, по-перше, конкретну різноманітність реальних дій та вчинків, явно чи неявно пов'язаних з виконанням певних статусно-ролевих дописів, а також з індивідуальними і груповими цілями та інтересами, які при цьому реалізуються; по-друге, сукупність актів свідомості та інших суб'єктивних виявів, що відображаються у формах вербальної поведінки. Останні дають можливість робити висновки про внутрішній стан суб'єктів, їхнє ставлення до праці, форм і способів її організації, власної професійної ролі.

### Спрямованість трудової поведінки
Спрямованість трудової поведінки може визначатися:
- зміною чи збереженням свого соціального і функціонального стану;
- змінами виробничих умов;
- реалізацією проміжних дій для досягнення мети професійного майбутнього.

Об'єктами прагнення можуть бути: престиж, влада, змістовність праці, творчість, матеріальне забезпечення, гарантія зайнятості, велика сума пенсії тощо.

## Функції трудової поведінки
- створення матеріальних благ як засобів життєзабезпечення;
- надання послуг різного цільового призначення;
- розробка наукових ідей, цінностей і їх прикладних аналогів;
- накопичення, консервація, передача інформації.

## Структура трудової поведінки
- циклічно повторювані дії, однотипні за результатами, що відтворюють стандартні статусно-рольові чи ситуаційні стани;
- маргінальні дії і вчинки, що формуються у фазах перехідного стану від одного статусу до іншого;
- поведінкові схеми та стереотипи, зразки поведінки;
- дії, в основі яких лежать раціоналізовані значеннєві схеми, трансформовані у стійкі переконання;
- акції, вчинені під диктатом тих чи інших обставин; • спонтанні дії і вчинки, спровоковані емоційним станом;
- усвідомлене чи неусвідомлене повторення стереотипів масової і групової поведінки;
- дії і вчинки як трансформація впливу інших суб'єктів, які застосовують різні форми примусу й переконання.[3]

## Види трудової поведінки
| Класифікація                                     | Види |
| ------------------------------------------------ | --- |
| Суб'єкти поведінки                               | Індивідуальна, колективна |
| Наявність (відсутність) взаємодії                | Передбачає (не передбачає) взаємодію |
| Виробнича функція                                | Виконавська, управлінська |
| Ступінь детермінованості                         | Жорстко детермінована, ініцативна |
| Ступінь відповідності прийнятим нормам           | Нормативна, відхилена від нормативів |
| Ступінь формалізації                             | Встановлена в офіційних документах, невстановлена |
| Характер мотивації                               | Ціннісна, ситуативна |
| Виробничі результати і наслідки                  | Позитивна, негативна |
| Сфера здійснення поведінки                       | Власне трудовий процес, побудова відносин на виробництві, створення трудової атмосфери |
| Ступінь традиційності поведінки                  | Усталені різновиди трудової поведінки; різновиди, що зароджуються, в тому числі у вигляді реакції на різні соціально-економічні зміни                                                             |
| Результати і наслідки з точки зору людської долі | Відповідаючі (невідповідаючі) бажаним зразкам трудового життя |
| Ступінь реалізації трудового потенціалу          | Різновиди поведінки, що не вимагають зміни досягнутого ступеня реалізації трудового потенціалу; різновиди, що викликають необхідність значної мобілізації різних компонентів трудового потенціалу |
| Характер відтворення трудового потенціалу        | Такі, що передбачають просте (розширене) відтворення трудового потенціалу |